# Мишел Вилијамс (певачица)
Тенитра Мишел Вилијамс (енгл. Tenitra Michelle Williams; 24. јул 1980) америчка је певачица и глумица најпознатија као члан групе Destiny's Child.

## Дискографија
- (2002)
- (2004)
- (2008)
- (2014)